# Jean-Bernard Knepper
Pour les articles homonymes, voir Knepper.
Jean-Bernard Knepper (1638 – 14 novembre 1698) est un avocat, notaire et homme politique luxembourgeois, bourgmestre de la ville de Luxembourg de 1693 à 1698.
Jean-Bernard est le fils de Dominique Knepper, il étudie la loi à l'université de Dole à Besançon avant d'être admis au barreau de Luxembourg, le 23 mai 1660. Il devient juge par la nomination de Louis XIV en 1687.
En 1661, il épouse Anne-Marguerite Trippel, la fille d'un berger de Thionville.